# Dezember 1992
Portal Geschichte | Portal Biografien | Aktuelle Ereignisse | Jahreskalender | Tagesartikel

◄ |
19. Jahrhundert |
20. Jahrhundert
| 21. Jahrhundert

◄ |
1960er |
1970er |
1980er |
1990er
| 2000er | 2010er | 2020er | ►

◄ |
1988 |
1989 |
1990 |
1991 |
1992
| 1993 | 1994 | 1995 | 1996 | ►

◄ |
September 1992 |
Oktober 1992 |
November 1992 |
Dezember 1992 |
Januar 1993 |
Februar 1993 |
März 1993 |
►
Dieser Artikel behandelt aktuelle Nachrichten und Ereignisse im Dezember 1992.

## Tagesgeschehen

### Donnerstag, 3. Dezember 1992

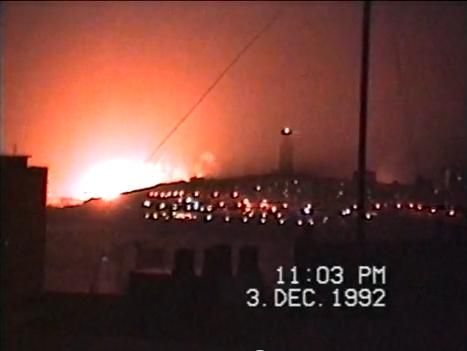
Tankschiff Aegean Sea

- Atlantik: Beim Ansteuern des Hafens der spanischen Stadt A Coruña läuft der Öltanker Aegean Sea auf Grund, bricht auseinander und fängt Feuer. Der Großteil der Ladung fließt in den Ozean und wird in den nächsten Tagen die Küste Galiciens erreichen.[1]
- New York/Vereinigte Staaten: Der Sicherheitsrat der Vereinten Nationen (UN) beschließt in seiner Resolution 794 für den so genannten „gescheiterten Staat“ Somalia zum ersten Mal in seiner Geschichte − gestützt auf Kapitel VII der UN-Charta − die Schaffung von Frieden durch Anwendung von Gewalt. Die im April angelaufene Mission UN-Operation in Somalia schätzt der UN-Generalsekretär Boutros Boutros-Ghali seit einigen Monaten als verfehlt ein.[2]
- Newbury/Vereinigtes Königreich: Tragbare Telefone im Mobilfunknetz werden um eine Funktion erweitert, als Neil Papworth an einem Computer-Terminal bei der Sema Group die erste Textnachricht der Welt für den Short Message Service verfasst und erfolgreich an das Mobiltelefon von Richard Jarvis versendet. Der Text lautet: „Merry Christmas.“ (deutsch „Frohe Weihnachten.“)[3]

### Sonntag, 6. Dezember 1992
- Ayodhya/Indien: Im Norden Indiens zerstören religiöse Fanatiker der hinduistischen Glaubensgemeinschaft mit primitiven Handwerkzeugen vollständig den islamischen Sakralbau Babri Masjid.[4]
- Bern/Schweiz: In einer Volksabstimmung sprechen sich die Stimmberechtigten knapp gegen den Bundesbeschluss über den Europäischen Wirtschaftsraum aus und damit gegen die Anwendung des Abkommens über den Europäischen Wirtschaftsraum, das zwischen den Europäischen Gemeinschaften und den Mitgliedstaaten der Europäischen Freihandelsassoziation geschlossen wurde. Zwar liegt in der französischsprachigen Schweiz die Zustimmung bei 70 %, jedoch in den übrigen Gebieten nur bei 40 %.[5]

### Dienstag, 8. Dezember 1992
- Bombay/Indien: Zwei Tage nach der Zerstörung der Moschee Babri im nordindischen Ayodhya durch Angehörige der hinduistischen Nationalen Freiwilligenorganisation und andere Fanatiker versammeln sich mehrere Tausend Muslime in den Straßen Bombays. Sie begehen aus der Gruppe heraus unzählige Mordversuche an Hindus. Bei den Krawallen sterben einigen Quellen zufolge über 250 Menschen.[6]
- Dortmund, Essen/Deutschland: Mit der Eintragung der Fried. Krupp AG Hoesch-Krupp ins Handelsregister ist die feindliche Übernahme des Montanunternehmens Hoesch AG durch das Schwerindustrie-Unternehmen Friedrich Krupp AG nach mehr als einem Jahr abgeschlossen. Die ursprünglich geplante Eintragung im September verweigerte das Amtsgericht Dortmund, da noch Klagen gegen die Übernahme anhängig waren. Dortmund war auch Sitz der Hoesch AG, deren Mitarbeiter nun den Rückbau ihrer Standorte zu Gunsten von Krupp-Standorten befürchten.[7][8]

### Mittwoch, 9. Dezember 1992
- Stockholm/Schweden: Den so genannten „Alternativen Nobelpreis“ der Right-Livelihood-Award-Stiftung erhalten in diesem Jahr u. a. der Amerikaner John Gofman und die Ukrainerin Alla Jaroschynska. Gofmann untersuchte die Nuklearkatastrophe von Tschernobyl des Jahres 1986 wissenschaftlich und Jaroschynska recherchierte ausführlich die damaligen Entscheidungen und Abläufe.[9]

### Freitag, 11. Dezember 1992
- Frankfurt am Main/Deutschland: Die Hauptversammlung der Frankfurter Wertpapierbörse AG beschließt die Umbenennung des Unternehmens in „Deutsche Börse AG“.[10]

### Samstag, 12. Dezember 1992
- Edinburgh/Vereinigtes Königreich: Die Staats- und Regierungschefs der zwölf Mitgliedstaaten der Europäischen Gemeinschaften beschließen auf ihrem zweitägigen Gipfeltreffen die Aufnahme von Beitrittsverhandlungen der Staatenunion mit Finnland, Österreich und Schweden.[11]
- Flores/Indonesien: Ein Erdbeben der Stärke 7,8 Mw führt auf den Sunda- und auf den Selayarinseln zu circa 2.500 Todesopfern, darunter befinden sich circa 1.500 Tote in der Stadt Maumere auf Flores, die von einem Tsunami verwüstet wird.[12]

### Sonntag, 13. Dezember 1992
- Tokio/Japan: Der FC São Paulo aus Brasilien gewinnt das Spiel um den Fußball-Weltpokal für Vereinsmannschaften mit 2:1 gegen den FC Barcelona aus Spanien.[13]

### Montag, 14. Dezember 1992
- London/Vereinigtes Königreich: Der amerikanische Boxer Riddick Bowe, amtierender Weltmeister im Schwergewicht der Verbände IBF, WBA und WBC, wirft während einer Pressekonferenz den WM-Gürtel des Verbands WBC in einen Mülleimer. Ursprünglich sollte er alle drei Titel gegen den Briten Lennox Lewis verteidigen, ein Streit über die Verteilung der Gage verhinderte den Kampf. Der WBC führt nun Lewis als Weltmeister, der damit der erste Weltmeister im Schwergewicht aus dem Vereinigten Königreich seit der Etablierung der vier großen Box-Verbände ist.[14][15]
- Washington, D.C./Vereinigte Staaten: Der Internationale Währungsfonds nimmt Bosnien und Herzegowina, Kroatien, die Republik Mazedonien, die Bundesrepublik Jugoslawien und Slowenien separat als neue Mitglieder auf.[16]

### Dienstag, 15. Dezember 1992
- Budapest/Ungarn: Bei der Re-Privatisierung der Fluggesellschaft Malév nach der Ära der Volksrepublik gehen 35 % des Unternehmens in den Besitz der staatlichen italienischen Fluggesellschaft Alitalia.[17]

### Freitag, 18. Dezember 1992
- Bonn/Deutschland: Der Bundesrat stimmt dem Gesundheitsstrukturgesetz (GStrukG) zu, das u. a. die berufsbezogene Bindung von Pflichtversicherten an eine bestimmte gesetzliche Krankenkasse aufheben wird. Die schwarz-gelbe Regierungskoalition und die SPD einigten sich im Oktober auf die Ausgestaltung des GStrukG, das für Versicherte z. B. eine Anhebung und Erweiterung ihrer Selbstbeteiligung beziehungsweise den Verzicht auf Leistungen bedeutet.[18][19]
- Bonn/Deutschland: Der Bundesrat billigt 15 Tage nach dem Bundestag den Vertrag über die Europäische Union (EU), der damit in der Bundesrepublik ratifiziert ist. In Kürze muss eine neue Staatszielbestimmung in das Grundgesetz eingefügt werden. Das Ziel wird darin bestehen, dass Deutschland zur Mitwirkung an der Verwirklichung und an der Entwicklung der EU verpflichtet ist.[20]

### Montag, 21. Dezember 1992

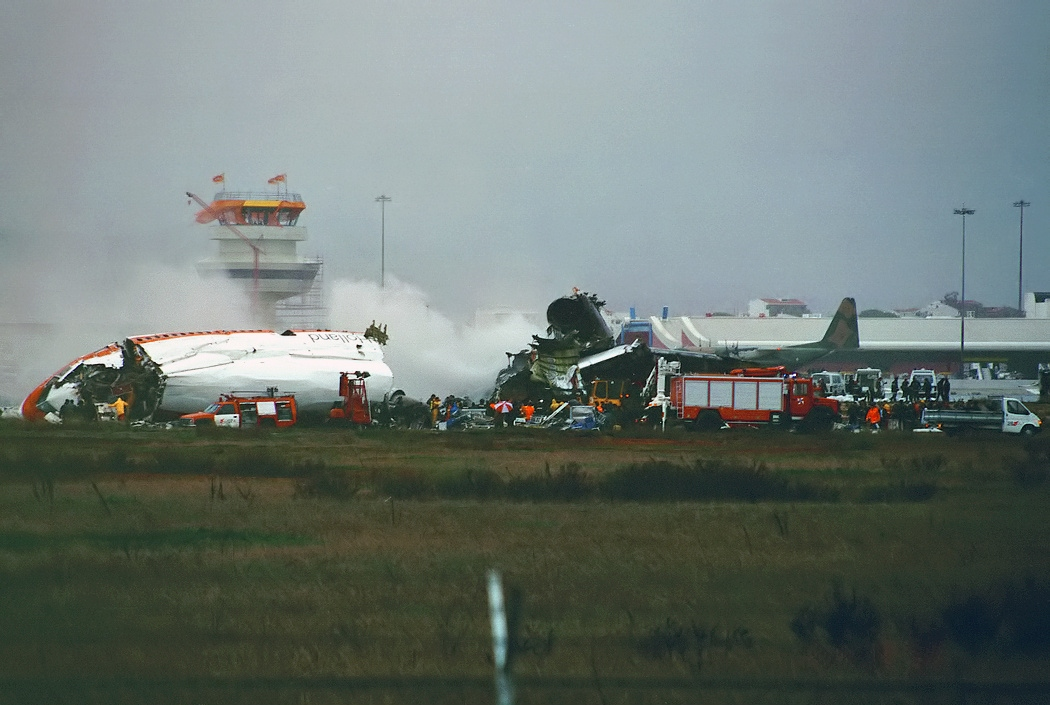
Verunglückte McDonnell Douglas

- Faro/Portugal: Bei schlechten Wetterbedingungen bricht während des Aufsetzens auf der überfluteten Landebahn des Flughafens Faro das rechte Fahrwerk einer gecharterten McDonnell Douglas DC-10 der niederländischen Fluggesellschaft Martinair. Die Maschine zerbricht daraufhin in zwei Teile und ausströmendes Kerosin setzt den hinteren Teil in Brand. 56 Menschen sterben, über 100 weitere werden verletzt.[21]

### Dienstag, 22. Dezember 1992
- Tripolis/Libyen: Die Boeing 727 des Libyan-Arab-Airlines-Inlandsflugs 1103 von Bengasi wird beim Anflug auf den Flughafen von Tripolis angewiesen, so lange in der Luft zu bleiben, bis ein aufsteigendes Kampfflugzeug vom Typ MiG-23 den Luftraum verlassen hat. Die MiG touchiert kurz darauf die Heckflosse der Boeing, das Heck der Maschine reißt ab und das Flugzeug stürzt zu Boden. Alle 157 Insassen sterben. Die Insassen der MiG retten sich über Fallschirme.[22]

### Donnerstag, 24. Dezember 1992
- Bonn/Deutschland: Das Bundesgesetzblatt zeigt an, dass das Grundgesetz für die Bundesrepublik Deutschland um einen neuen Artikel 23 erweitert wird. Der Bund kann ab heute mit Zustimmung des Bundesrats auf die Wahrnehmung seiner Gesetzgebungskompetenz verzichten und stattdessen Rechtsakte der Europäischen Gemeinschaften beziehungsweise der Europäischen Union zur Wirkung kommen lassen.[23]
- Tschukotka/Russland: Bei der partiellen Sonnenfinsternis ist von Ostsibirien aus gesehen die Sonne am längsten vom Mond bedeckt. Im nördlichen Japan kann in den Morgenstunden eine Verdeckung der Sonne von 60 % beobachtet werden.[24]

### Dienstag, 29. Dezember 1992
- Nairobi/Kenia: Als Teilstück zur Demokratisierung des Landes wählt erstmals das Volk den Staatspräsidenten. Etwas mehr als 30 % der Stimmabgebenden entscheiden sich für den seit 14 Jahren amtierenden Präsidenten Daniel arap Moi von der Afrikanischen Nationalunion. Da kein anderer Kandidat mehr Stimmen erhält und keine Stichwahl angesetzt wird, bleibt Moi voraussichtlich für fünf weitere Jahre im Amt.[25]

### Mittwoch, 30. Dezember 1992
- Kabul/Afghanistan: Etwa drei Jahre nach dem Ende der sowjetischen Intervention in Afghanistan wählt der „Rat der Weisen“ des Islamischen Staats Afghanistan seinen Vorsitzenden Burhānuddin Rabbāni von der Islamischen Vereinigung offiziell zum ersten Präsidenten des Staats. Seit Sibghatullah Modschaddedi im Juni aus dem Amt des Interimspräsidenten schied, führte Rabbāni die Übergangsregierung der Mudschaheddin.[26]

### Donnerstag, 31. Dezember 1992
- Rostock/Deutschland: Ein privater Unterstützerverein formiert sich zur Rettung der Kunsthalle Rostock, des einzigen Neubaus eines Kunstmuseums in Zeiten der DDR. Die Stadtpolitik entschied sich kürzlich für die Streichung des Ausstellungsetats. Sie befürwortet eine anderweitige Nutzung des Museumsgebäudes, jenseits des Kulturlebens.[27][28]